# Campello sul Clitunno
Campello sul Clitunno és un municipi de la província de Perusa, a la regió italiana d'Úmbria, situat uns 45 km al sud-est de Perusa. L'1 de gener de 2018 tenia 2.375 habitants.
És un centre productor d'oli d'oliva.

## Evolució demogràfica
| Gràfica d'evolució demogràfica de Campello sul Clitunno entre 1861 i              |
|                                                                                   |
| Font: Istituto Nazionale di Statistica (ISTAT) - Elaboració gràfica de Viquipèdia |

## Llocs d'interès
- Temple de Clitunno. Petita església (chiesa de San Salvatore) en forma de temple corinti. Forma part del Patrimoni de la Humanitat de la UNESCO des de juny de 2011.
- Ermita franciscana amb una església romànica de 1000. La cova es remunta al segle v. Té un claustre i restes d'una torre romana.
- Església de la Madonna della Bianca, a la plaça Garibaldi.
- Convent dels Pares Barnabites, amb frescos del mestre d'Eggi i d'Espanya.
- Oratori de Sant Sebastià segle xvi, amb frescos d'Espanya representant Sant Roc i Sant Sebastià.